# Harold Kuhn
Harold William Kuhn (Santa Monica, 29 luglio 1925 – New York, 2 luglio 2014) è stato un matematico statunitense.
Era professore emerito in matematica alla Princeton University. Nel 1980 vinse il premio John von Neumann Theory con David Gale e Albert W. Tucker.
Kuhn è noto per le condizioni di Karush-Kuhn-Tucker, l'algoritmo ungherese per il problema dell'assegnamento, per il Teorema di Zermelo-Kuhn in teoria dei giochi e per una variante del gioco del poker. Kuhn è stato collega ed amico di John Forbes Nash, del quale ha curato l'edizione delle opere in Giochi non cooperativi e altri scritti, oltre ad aver portato Nash all'attenzione del comitato per il premio Nobel. Harold Kuhn è morto a New York il 2 luglio 2014.

### Pubblicazioni
- (EN) Harold W. Kuhn, The Hungarian method for the assignment problem, in Naval Research Logistics Quarterly, vol. 2, 1955,  pp. 83-97.
  - ripubblicato come (EN) Harold W. Kuhn, The Hungarian method for the assignment problem, in Naval Research Logistics, vol. 52, n. 1, 2005,  pp. 7-21, DOI:10.1002/nav.20053.
- (EN) Harold W. Kuhn, Classics in Game Theory, Princeton university press, 1997, ISBN 0-691-01192-3.
- (EN) Harold W. Kuhn, Lectures on the theory of games, Princeton University Press, 2003, ISBN 978-0-691-02772-2.
- John Nash, Giochi non cooperativi e altri scritti, a cura di Harold W. Kuhn e Sylvia Nasar, Bologna, Zanichelli, 2004, ISBN 88-08-07543-5.
- (EN) Harold W. Kuhn, A tale of three eras: The discovery and rediscovery of the Hungarian Method., in European Journal of Operational Research, vol. 219, n. 3, 2012,  pp. 641-651.